# 9792 Nonodakesan
9792 Nonodakesan eller 1996 BX1 är en asteroid i huvudbältet som upptäcktes den 23 januari 1996 av den japanska astronomen Takao Kobayashi vid Ōizumi-observatoriet. Den är uppkallad efter berget Nonodakesan.
Asteroiden har en diameter på ungefär 8 kilometer.